# Serromyia atra
Serromyia atra är en tvåvingeart som först beskrevs av Johann Wilhelm Meigen 1818.  Serromyia atra ingår i släktet Serromyia och familjen svidknott. Arten är reproducerande i Sverige. Inga underarter finns listade i Catalogue of Life.